# Giambattista Passano
Giambattista Passano (* 1815 in Genua; † 1891 in Genua) war ein italienischer Italianist und Bibliograf.

## Leben und Werk
Giambattista (oder Giovanni Battista oder Gian Battista) Passano betätigte sich als Privatgelehrter, Büchersammler und Bibliograf. Sein umfangreicher Nachlass ging an die Universitätsbibliothek von Genua.

## Werke
- I novellieri italiani in prosa, Mailand 1864, Turin 1878, Bologna 1965
- I novellieri italiani in verso, Bologna 1868, Leipzig 1973
- Dizionario di opere anonime e pseudonime in supplemento a quello di Gaetano Melzi, Ancona 1887, Neapel 1888, New York 1960, Sala Bolognese 1982
  - Gaetano Melzi, Dizionario di opere anonime e pseudonime di scrittori italiani con appendice di Giambattista Passano, Cosenza 1961